# 코디 크리스천
코디 크리스천(Cody Christian, 1995년 4월 15일 ~ )은 미국의 배우이다.

## 출연 작품
- 왼팔의복서 닉 (2021)
- 어쌔신 걸스 (2018)
- 서머지드 (2015)
- 스타빙 게임 (2013)
- 킬 더 아이리쉬맨 (2011)
- 프리티 리틀 라이어스 1 (2010)
- 써로게이트 (2009)